# Дани Карвахал (фудбалер, 1992)
Данијел Карвахал Рамос (шп. Daniel Carvajal Ramos; Мадрид, 11. јануар 1992) шпански је фудбалер, који тренутно игра за Реал Мадрид и репрезентацију Шпаније.

## Трофеји

### Реал Мадрид Б
- Друга лига Шпаније (1) : 2011/12.

### Реал Мадрид
- Првенство Шпаније (4) : 2016/17, 2019/20, 2021/22, 2023/24.
- Куп Шпаније (2) : 2013/14, 2022/23.
- Суперкуп Шпаније (4) : 2017, 2019/20, 2021/22, 2023/24.
- Лига шампиона (6) : 2013/14, 2015/16, 2016/17, 2017/18, 2021/22, 2023/24.
- Суперкуп Европе (5) : 2014, 2016, 2017, 2022, 2024.
- Светско клупско првенство (5) : 2014, 2016, 2017, 2018, 2022.

### Репрезентација Шпаније
- Европско првенство (1): 2024.[1]
- УЕФА Лига нација (1) : 2022/23.
- Европско првенство У 21 (1) : 2013.
- Европско првенство У 19 (1) : 2011.